# مركز علمي

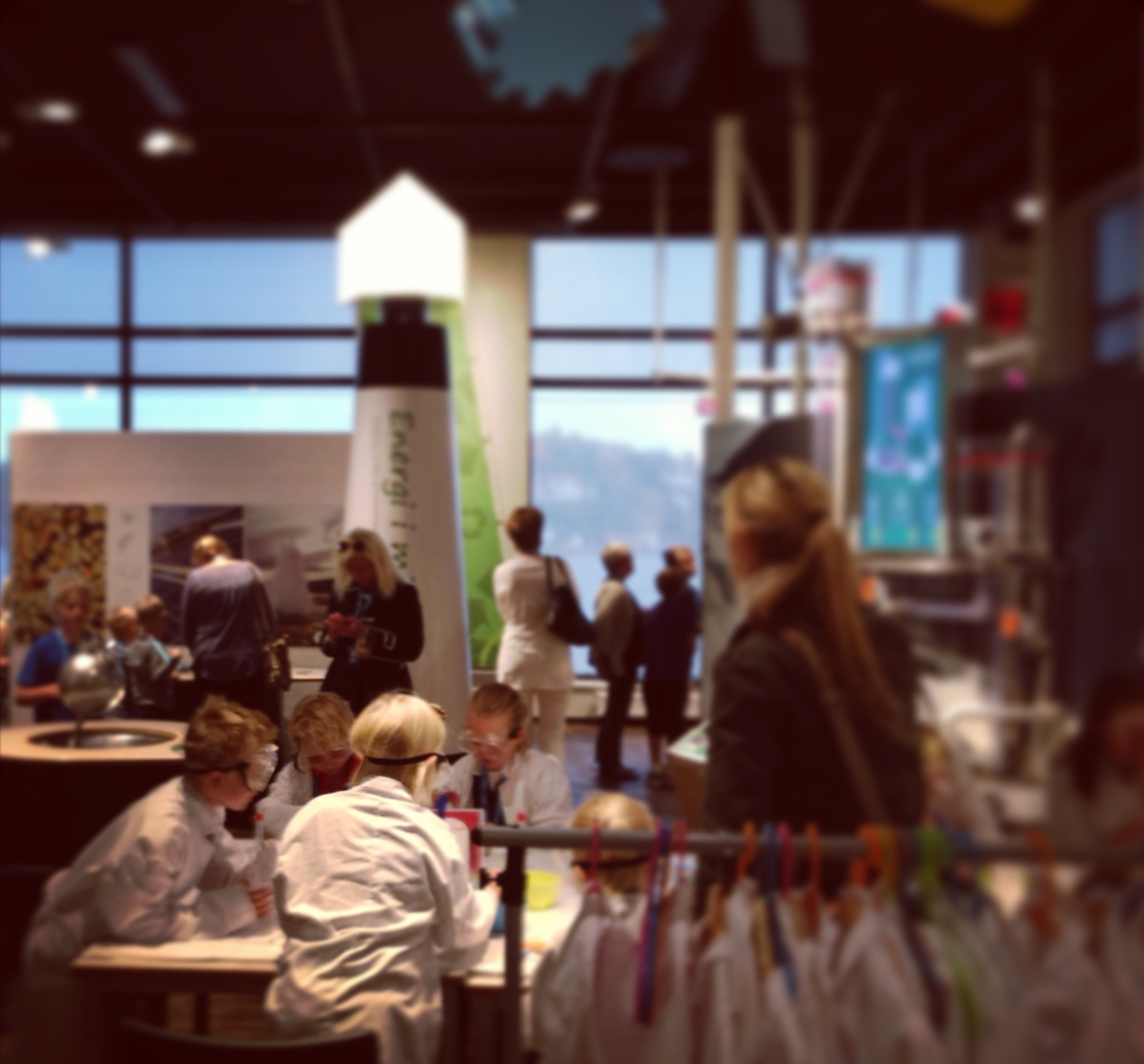
معرض في مركز العلوم سورلانديت

المركز العلمي (بالإنجليزية: Science center)‏، هي المتاحف العلمية التي تقدم نهج التدريب العملي واستعمال المعروضات في المركز، والتي بدورها تُشجع الزوار على التجربة والاستكشاف من خلال التطبيق العملي لهذه المعروضات، أول مركز علمي في التاريخ هو مركز أورانيا في برلين في ألمانيا عام 1888.